# トリトン争覇
トリトン争覇（トリトンそうは）とは、愛知県競馬組合が名古屋競馬場で施行する地方競馬の重賞競走（平地競走）である。正式名称は「中京スポーツ杯 トリトン争覇」。

## 概要
1990年に名古屋競馬場のダート1600mのサラブレッド系3歳以上の東海所属馬限定の重賞競走「三重テレビ賞 マイル争覇」として創設。創設当初から数年までは三重テレビ放送が優勝杯を提供し、後に優勝杯の提供を三重テレビ放送から東京スポーツ中部支社に変更。それに伴い、名称を「三重テレビ賞 マイル争覇」から「中京スポーツ賞 マイル争覇」に変更された。
1996年度（1997年）からは東海地区重賞格付け制度施行によりSP（スーパープレステージ）IIに格付けされ、更に施行時期を6月下旬 - 7月上旬から1月下旬 - 3月上旬に変更された。
2002年からは北陸・東海・近畿地区交流競走として施行、金沢所属・兵庫所属の競走馬が出走可能になり、更に2007年からは北陸・東海・近畿・中国地区交流競走となり、福山所属の競走馬が出走可能になり、かつ1着馬に安田記念のトライアル競走の北陸・東海・近畿・中国地区のブロック代表馬として安田記念トライアル（マイラーズカップ・京王杯スプリングカップ）への出走権が与えられ、このどちらかの競走で上位2着までに入賞すると、安田記念へ出走可能となった。
2010年からは施行場が福山競馬場のダート1600mに変更され、格付けが廃止された（福山競馬には重賞格付け制度が存在しなかった）。また東京スポーツ中部支社が優勝杯の提供から撤退した。福山競馬場の廃止に伴い、2013年の開催をもって休止された。
2018年より名古屋競馬場で5年ぶりに復活し、同時にJRAのGI競走である大阪杯のステップ競走（2018年現在は中山記念・金鯱賞が指定）への代表馬選定競走となる。寄贈賞を含めた競走名は「日進市長杯 マイル争覇」となり、回次は引き継がれて2018年が第24回となる。格付けはSPII。
2020年より開催時期が12月から1月に変更され、出走資格も3歳以上から4歳以上に変更される。このため、2019年は開催を休止する。
2022年から出走条件が東海所属馬限定に変更。1月の開催では「道新スポーツ杯 マイル争覇」として施行された。2022年度（2022年6月施行）に名古屋競馬場の移転に伴い、ダート1700mへ距離が変更。また施行時期を6月に移し、レース名も「中京スポーツ杯 トリトン争覇」に、出走資格も4歳以上から3歳以上にそれぞれ変更された。2025年からは施行距離をダート1500mに短縮される。
負担重量は別定重量である。

### 条件・賞金（2025年）
出走条件
サラブレッド系3歳以上、東海地区所属。
負担重量
別定。3歳55kg、4歳以上57kg（牝馬2kg減）
賞金額
1着600万円、2着210万円、3着120万円、4着90万円、5着60万円、着外6万円。
副賞
中京スポーツ賞。

## 歴史
- 1990年 - 名古屋競馬場のダート1600mのサラブレッド系4歳（現3歳）以上の東海所属馬限定の重賞競走「三重テレビ賞 マイル争覇」として創設。
- 1993年
  - 愛知のカズノタンポポが史上初の連覇。
  - 愛知の迫田清美が騎手として史上初の連覇。
  - 愛知の永田三郎が調教師として史上初の連覇。
- 1997年
  - 東海地区重賞格付け制度施行によりSPIIに格付け。
  - 施行時期を6月下旬 - 7月上旬から1月下旬 - 3月上旬に変更。
- 1998年
  - 笠松のハカタダイオーが史上2頭目の連覇。
  - 当時、笠松所属の安藤光彰が騎手として史上2人目の連覇。
  - 笠松の柳江俊明が調教師として史上2人目の連覇。
- 2001年 - 馬齢表示の国際基準への変更に伴い、出走条件が「サラブレッド系4歳以上の東海所属馬」から「サラブレッド系3歳以上の東海所属馬」に変更。
- 2002年 - この年から北陸・東海・近畿地区交流競走として施行され、出走条件を「サラブレッド系3歳以上の北陸・東海・近畿所属馬」に変更。
- 2004年 - 金沢のホシオーが他地区の地方所属馬として史上初の優勝。
- 2006年
  - 愛知のヨシノイチバンボシが史上3頭目の連覇。
  - 愛知の錦見勇夫が調教師として史上3人目の連覇。
- 2007年 - この年から北陸・東海・近畿・中国地区交流競走として施行され、出走条件を「サラブレッド系3歳以上の北陸・東海・近畿・中国所属馬」に変更。
- 2008年 - 愛知の原口次夫が調教師として史上4人目の連覇。
- 2009年
  - 愛知のキングスゾーンが史上4頭目の連覇。
  - 愛知の安部幸夫が騎手として史上3人目の連覇。
- 2010年
  - 施行場を福山競馬場のダート1600mに移設。それに伴い、重賞表記を「SPII」から「重賞」に変更。
  - 東京スポーツ中部支社が優勝杯の提供から撤退。
  - 愛知のキングスゾーンが福山競馬場のダート1600mのコースレコード1:42.6で優勝と同時に史上初の3連覇。
- 2011年
  - 愛知のキングスゾーンが史上初の4連覇。地方競馬においての同一重賞4勝は史上4頭目。
  - 愛知の安部幸夫が騎手として史上初の4連覇。
  - 愛知の原口次夫が調教師として史上初の5連覇。
- 2013年 - 福山競馬場の廃止に伴い、この年をもって一旦休止。
- 2018年 - 施行場を名古屋競馬場のダート1600mに移設して復活。寄贈賞は日進市長杯。
- 2020年 - 開催時期が12月から1月に変更され、出走資格も3歳以上から4歳以上に変更。
- 2022年
  - 名古屋競馬場の移転・及びそれに伴う重賞競走の路線整備の為、本年は2回（2021年度 - 1月、2022年度 - 6月）施行。
  - この年から東海所属馬限定競走として施行。また、日進市が優勝杯提供から撤退し、2021年度は道新スポーツ、2022年度以降は中京スポーツが優勝杯を提供する。
  - 6月開催となる2022年度競走より、（新）名古屋競馬場ダート1700mに移行するとともに、レース名を「トリトン争覇」に、出走条件を3歳以上に変更。
- 2025年 - 施行距離をダート1500mに変更。

## 歴代優勝馬
| 回 | 施行年月日    | 競馬場 | 距離  | 優勝馬             | 性齢 | 所属 | タイム | 優勝騎手 | 管理調教師 |
| -- | ------------- | ------ | ----- | ------------------ | ---- | ---- | ------ | -------- | ---------- |
| 1  | 1990年6月27日 | 名古屋 | 1600m | ラツキーイソハル   | 牝6  | 愛知 | 1:39.5 | 戸部尚実 | 河村功     |
| 2  | 1991年6月26日 | 名古屋 | 1600m | ペーターマン       | 牡5  | 愛知 | 1:40.9 | 黒宮高徳 | 山本茂則   |
| 3  | 1992年7月1日  | 名古屋 | 1600m | カズノタンポポ     | 牝4  | 愛知 | 1:40.1 | 迫田清美 | 永田三郎   |
| 4  | 1993年6月30日 | 名古屋 | 1600m | カズノタンポポ     | 牝5  | 愛知 | 1:41.5 | 迫田清美 | 永田三郎   |
| 5  | 1994年6月29日 | 名古屋 | 1600m | スズノキャスター   | 牝6  | 笠松 | 1:40.8 | 安藤勝己 | 鈴木良文   |
| 6  | 1995年7月12日 | 名古屋 | 1600m | ライフアサヒ       | 牡4  | 愛知 | 1:39.8 | 吉田稔   | 松橋寛     |
| 7  | 1997年2月19日 | 名古屋 | 1600m | ハカタダイオー     | 牡4  | 笠松 | 1:41.3 | 安藤光彰 | 柳江俊明   |
| 8  | 1998年2月4日  | 名古屋 | 1600m | ハカタダイオー     | 牡5  | 笠松 | 1:41.6 | 安藤光彰 | 柳江俊明   |
| 9  | 1999年2月17日 | 名古屋 | 1600m | シンプウライデン   | 牡5  | 笠松 | 1:41.1 | 安藤勝己 | 荒川友司   |
| 10 | 2000年3月1日  | 名古屋 | 1600m | メモリーデュラブ   | 牡6  | 愛知 | 1:41.7 | 安部幸夫 | 荒木市雄   |
| 11 | 2001年3月7日  | 名古屋 | 1600m | アイリッシュパーク | 牡7  | 愛知 | 1:41.7 | 横川健二 | 冨田光吉   |
| 12 | 2002年3月6日  | 名古屋 | 1600m | サンキューホーラー | 騸7  | 愛知 | 1:40.6 | 丸野勝虎 | 本名信行   |
| 13 | 2003年2月27日 | 名古屋 | 1600m | キウィダンス       | 牝4  | 愛知 | 1:42.0 | 吉田稔   | 角田輝也   |
| 14 | 2004年2月24日 | 名古屋 | 1600m | ホシオー           | 牡8  | 金沢 | 1:41.2 | 向山牧   | 松原正文   |
| 15 | 2005年2月17日 | 名古屋 | 1600m | ヨシノイチバンボシ | 牡4  | 愛知 | 1:38.9 | 吉田稔   | 錦見勇夫   |
| 16 | 2006年2月3日  | 名古屋 | 1600m | ヨシノイチバンボシ | 牡5  | 愛知 | 1:40.9 | 安部幸夫 | 錦見勇夫   |
| 17 | 2007年2月2日  | 名古屋 | 1600m | ウイニングウインド | 牡6  | 愛知 | 1:43.0 | 吉田稔   | 原口次夫   |
| 18 | 2008年1月31日 | 名古屋 | 1600m | キングスゾーン     | 牡6  | 愛知 | 1:43.2 | 安部幸夫 | 原口次夫   |
| 19 | 2009年1月29日 | 名古屋 | 1600m | キングスゾーン     | 牡7  | 愛知 | 1:43.2 | 安部幸夫 | 原口次夫   |
| 20 | 2010年2月1日  | 福山   | 1600m | キングスゾーン     | 牡8  | 愛知 | 1:42.6 | 安部幸夫 | 原口次夫   |
| 21 | 2011年2月6日  | 福山   | 1600m | キングスゾーン     | 牡9  | 愛知 | 1:44.3 | 安部幸夫 | 原口次夫   |
| 22 | 2012年1月30日 | 福山   | 1600m | スマートブレード   | 牡11 | 愛知 | 1:43.8 | 岡部誠   | 角田輝也   |
| 23 | 2013年1月27日 | 福山   | 1600m | エーシンアガペー   | 牝6  | 兵庫 | 1:44.7 | 田中学   | 橋本忠男   |
| 24 | 2018年12月7日 | 名古屋 | 1600m | カツゲキキトキト   | 牡5  | 愛知 | 1:41.7 | 大畑雅章 | 錦見勇夫   |
| 25 | 2020年1月16日 | 名古屋 | 1600m | サムライドライブ   | 牝5  | 愛知 | 1:42.3 | 岡部誠   | 角田輝也   |
| 26 | 2021年1月14日 | 名古屋 | 1600m | カツゲキキトキト   | 牡7  | 愛知 | 1:43.1 | 大畑雅章 | 錦見勇夫   |
| 27 | 2022年1月20日 | 名古屋 | 1600m | トミケンシャイリ   | 牡4  | 愛知 | 1:43.2 | 今井貴大 | 竹下直人   |
| 28 | 2022年6月23日 | 名古屋 | 1700m | ウインユニファイド | 牡10 | 愛知 | 1:47.3 | 丸野勝虎 | 沖田明子   |
| 29 | 2023年6月15日 | 名古屋 | 1700m | ブリーザフレスカ   | 牝4  | 愛知 | 1:46.9 | 塚本征吾 | 塚田隆男   |
| 30 | 2024年6月13日 | 名古屋 | 1700m | ロードランヴェルセ | 騸5  | 愛知 | 1:48.0 | 丸山真一 | 坂口義幸   |
| 31 | 2025年6月26日 | 名古屋 | 1500m | マッドルーレット   | 牡7  | 愛知 | 1:32.7 | 加藤聡一 | 川西毅     |

- 第27回までの名古屋競馬場は旧競馬場。
- 馬齢は2000年以前についても現表記を用いる。
- 各回競走結果の出典：マイル争覇　歴代優勝馬（地方競馬全国協会）